# Ashanti (region)
6°54′N 1°24′V / 6.900°N 1.400°V
Ashanti er en administrativ region beliggende centralt i Ghana med regionshovedstad i byen Kumasi. Den grænser med nord nordvest til regionen Brong-Ahafo, mod syd til Centralregionen, mod sydvest til Western-regionen og mod øst til Eastern-regionen. Hovedparten af regionens indbyggere er fra ashantifolket, der er en af Ghanas største etniske grupper. Store dele af landets produktion af kakao dyrkes i Ashanti, og regionen er også en vigtig del af Ghanas guldgravningsindustri. Kratersøen Bosumtwi ligger i regionen.
Regionen Ashanti er inddelt i følgende 21 distrikter:
- Adansi North distrikt
- Adansi South distrikt
- Afigya-Sekyere distrikt
- Ahafo Ano North distrikt
- Ahafo Ano South distrikt
- Amansie Central distrikt
- Amansie East distrikt
- Amansie West distrikt
- Asante Akim North distrikt
- Asante Akim South distrikt
- Atwima Mponua distrikt
- Atwima Nwabiagya distrikt
- Botsomtwe/Atwima/Kwanhuma distrikt
- Ejisu-Juaben distrikt
- Ejura/Sekyedumase distrikt
- Kumasi Metropolitan distrikt
- Kwabre distrikt
- Obuasi Municipal distrikt
- Offinso distrikt
- Sekyere East distrikt
- Sekyere West distrikt